# Жінка, яку я викрав
«Жінка, яку я викрав» (англ. The Woman I Stole) — американський пригодницький бойовик режисера Ірвінга Каммінгса 1933 року.

## У ролях
- Джек Голт — Джим Брадлер
- Фей Рей — Віда Кар'ю
- Дональд Кук — Кор'ю
- Ной Бірі — генерал Рейон
- Ракель Торрес — Терезіта
- Едвін Максвелл — Лентц
- Чарльз А. Браун — Делекер